# Regenerosion
Regenerosion bezeichnet die Zerstörung und den Abtrag von Stoffen und Materialien durch das Auftreffen von Regentropfen.

## Merkmale

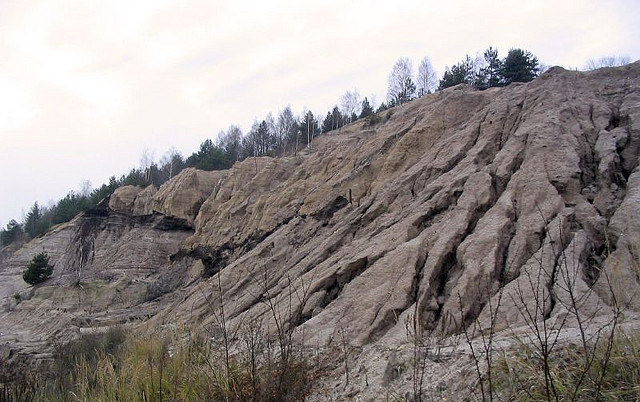
Regenerosion von unbewachsenem Boden

Unter der Perspektive auf die Regenerosion wird die Ursache bestimmter Erosionsereignisse beschrieben und zunächst nicht deren Wirkung. Die Wirkung der Regenerosion kann beispielsweise im Abtrag von Erdschichten durch eine Flächenspülung oder bei extremeren Hanglagen auch durch Bodenerosion liegen, aber auch in der Anschwemmung von abgetragenem Boden oder Sand (Versandung) an anderer Stelle.
Regenerosion kann aber auch bezüglich technischer Apparate bedeutsam sein, beispielsweise durch Schäden an Turbinenschaufeln von Flugzeugen, an Rotorblättern von Windenergieanlagen oder Hubschraubern oder an anderen Bauteilen schnellfliegender Flugkörper (Kabinenhauben, Triebwerkseinlässe, Abdeckungen von Sensoren usw.)
Haupteinflussgrößen der Regenerosion sind die Auftreffgeschwindigkeit und die Tropfengröße. Aus ihnen lässt sich die kinetische Energie ableiten, die auf eine Oberfläche einwirkt. Dabei können je nach Werkstoff schon bei relativ geringen Geschwindigkeiten von einigen 10 m/s mechanische Spannungen auftreten, die über der Belastbarkeit vieler Werkstoffe liegen. Daneben wirken auch diverse andere Faktoren, wie der Auftreffwinkel und nicht zuletzt auch die Regenmenge und die Dauer des Niederschlagsereignisses. Geologische Wirkungen entfaltet die Regenerosion aber nicht nur durch den aufprallenden Regen, sondern auch durch das nicht versickernde, oberflächlich abfließende Niederschlagswasser (so genannter Runoff). Treffen Regentropfen auf feinkörnige Lockersedimente, bilden sich im Zuge der Spritzerosion kleine geomorphologische Strukturen, die sogenannten Regentropfeneinschlagkrater.
Als schädlich gewertet wird die Regenerosion wegen der eintretenden Schäden an technischem Gerät, aber auch wegen Auswirkungen auf die landschaftsökologischen Funktionen, z. B. durch Umlagerung von Bodenfraktionen bzw. der Auswaschung von im Boden adsorbierten Düngesalzen, Pestiziden oder Schwermetallen in die Gewässer.